# Element Florístic Tirrènic Balear
S'anomena Element Florístic Tirrènic Balear el grup corològic balear que inclou els endemismes d'origen tirrenià, que són ara els tàxons localitzats a les illes de la Mediterrània Occidental (Gimnèsies, Pitiüses, illes de Ieras, Còrsega, Sardenya, illes Toscanes i fins i tot illots propers a la Costa de Sicília).
Tàxons tirrènics a les Balears:
- Arenaria balearica L.
- Arum pictum L. f.
- Asplenium balearicum Shivas
- Bellium bellidioides L.
- Cephalaria squamiflora (Sieber) Greuter subsp. mediterranea (Viv.) Pignatti
- Cymbalaria aequitriloba (Viv.) A. Cheval.
- Delphinium pictum L. subsp. pictum
- Lavatera triloba L. subsp. pallescens (Moris) Nyman
- Micromeria filiformis (Aiton) Benth.
- Micromeria microphylla (D'Urv.) Benth.
- Naufraga balearica Constance & Cannon
- Serapias nurrica Corrias
- Sesleria insularis Sommier
- Soleirolia soleirolii (Req.) Dandy
- Teucrium marum L. subsp. marum
- Thymus herba-barona Loisel.
- Urtica atrovirens Req. ex Loisel. subsp. atrovirens